# Chiesa della Presentazione di Maria Vergine (Lasnigo)
La chiesa della Presentazione di Maria Vergine è la parrocchiale di Lasnigo in provincia di Como e arcidiocesi di Milano; fa parte del decanato di Asso.

## Storia
La primitiva parrocchiale di Lasnigo era la chiesa di Sant'Alessandro, già citata nel Liber Notitiae Sanctorum Mediolani di Goffredo da Bussero, in cui si legge che dipendeva dalla pieve di Asso.
Nel 1640 fu posta la prima pietra della nuova chiesa della Presentazione di Maria Vergine, destinata a divenire la nuova parrocchiale; i lavori vennero portati a compimento nel 1680.

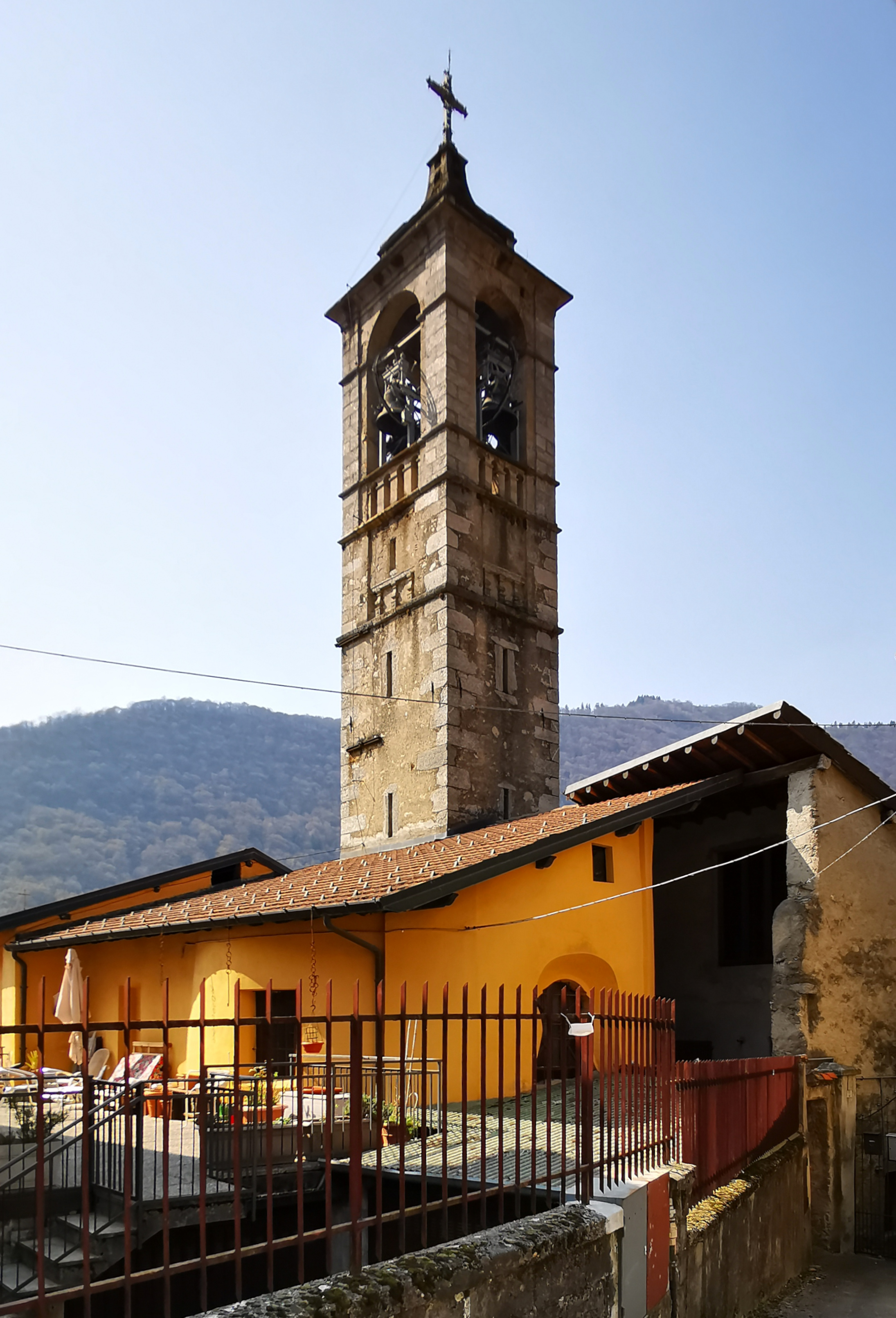
Il campanile

Dalla relazione della visita pastorale del 1752 dell'arcivescovo Giuseppe Pozzobonelli si legge che la parrocchiale, in cui aveva sede la confraternita del Santissimo Sacramento, aveva come filiali la già citata chiesa di Sant'Alessandro e gli oratori di Sant'Antonio Abate e di San Giuseppe al Lazzaretto dei Morti in località Valmorana e che il numero dei fedeli era pari a 360; l'edificio venne restaurato negli anni sessanta di quel secolo.
Nel 1898 l'arcivescovo Andrea Carlo Ferrari, compiendo la sua visita, trovò che la rendita del beneficio parrocchiale era pari a 680.69 lire, che la parrocchiale, la quale era sede della confraternita del Santissimo Sacramento, aveva alle sue dipendenze la chiesa di Sant'Alessandro e gli oratori di Sant'Antonio Abate in frazione Megna, di San Giuseppe in località Valmorana e della Beata Vergine Addolorata e che i fedeli erano 548.
L'adeguamento liturgico secondo le norme postconciliari venne eseguito negli anni ottanta, allorché si provvide a realizzare il nuovo altare rivolto verso l'assemblea.

## Descrizione

### Esterno
La facciata della chiesa, rivolta a sudovest e preceduta dal portico che si compone di tre corpi, presenta centralmente il portale d'ingresso timpanato e sopra un oculo.
Annesso alla parrocchiale è il campanile a base quadrata, la cui cella presenta su ogni lato una monofora a tutto sesto.

### Interno
L'interno dell'edificio si compone di un'unica navata, sulla quale si affacciano le cappelle laterali, introdotte da archi a tutto sesto, e le cui pareti sono scandite da paraste sorreggenti la trabeazione modanata e aggettante sopra la quale si imposta la volta a botte; al termine dell'aula si sviluppa il presbiterio, rialzato di alcuni gradini e chiuso dall'abside semicircolare.